# Глєбово (Калузька область)
Глєбово (рос. Глебово) — присілок в Ферзиковському районі Калузької області Російської Федерації.
Населення становить 30 осіб. Входить до складу муніципального утворення Селище Дугна.

## Історія
Від 2004 року входить до складу муніципального утворення Селище Дугна

## Населення
| 2002 | 2010 | 2011 |
| ---- | ---- | ---- |
| 24   | ↗29  | ↗30  |